# Grüne Brücke Neesen
Die Grüne Brücke Neesen ist eine Eisenbahnbrücke, die im Ortsteil Neesen der ostwestfälischen Stadt Porta Westfalica die Weser überspannt. Auf ihr verlief die Stichstrecke Porta Westfalica–Häverstädt.

## Geschichte

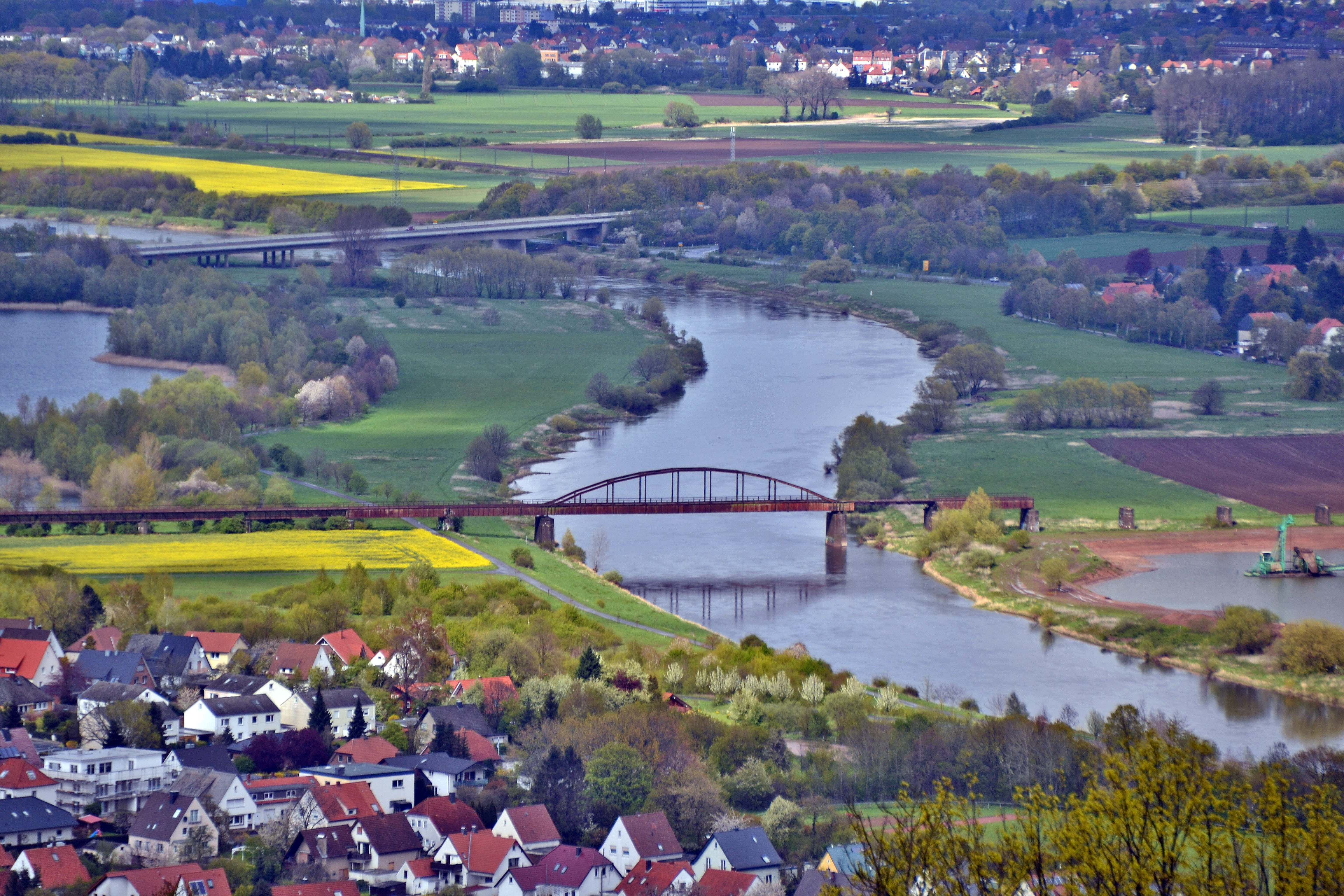
Blick vom Kaiser-Wilhelm-Denkmal auf die Weser mit der Eisenbahnbrücke Neesen

Das Bauwerk wurde 1938 errichtet und mit einem grünen Korrosionsschutz versehen, durch den es seinen Namen erhielt. Über die landschaftsprägende Brücke führt die Eisenbahnstrecke Porta Westfalica–Häverstädt, die für den Abtransport von Eisenerz aus der Grube in Häverstädt gebaut wurde. Im Zweiten Weltkrieg wurde die Brücke durch Sprengung des östlichen Pfeilers zerstört, die Brücke knickte hier zur Weser hin ein, der Brückenbogen blieb in Schräglage erhalten. Die einrückenden US-amerikanischen Soldaten setzten südlich der zerstörten Brücke über die Weser und errichteten am östlichen Ufer einen Brückenkopf. Nach dem Krieg wurde die Brücke wieder repariert. Nach Stilllegung der Eisenerzgrube 1963 ging der Güterverkehr stark zurück, bis 1967 wurde die Brücke noch zum Transport von Kalksandstein über die Weser mit Anschluss an das Netz der Deutschen Bundesbahn genutzt. Danach diente die Strecke noch als Teststrecke für die Deutsche Bundesbahn und das Bundesbahnzentralamt in Minden, die auf dieser Strecke unter anderem Mittelpuffer- und automatischen Kupplungsbetrieb teste. 1976 wurde die Strecke endgültig stillgelegt.
Die Dämme auf dem westlichen Weserufer sind an mehreren Stellen für den Straßenbau unterbrochen und abgetragen worden. Die Weserbrücke ist bis heute vorhanden und erscheint in der Weserlandschaft wie ein technisches Denkmal. Sie ist weder befahr- noch begehbar, als Nutzung ist immer wieder mal ein Radfahrweg in der Diskussion.

## Lage und Bautechnik

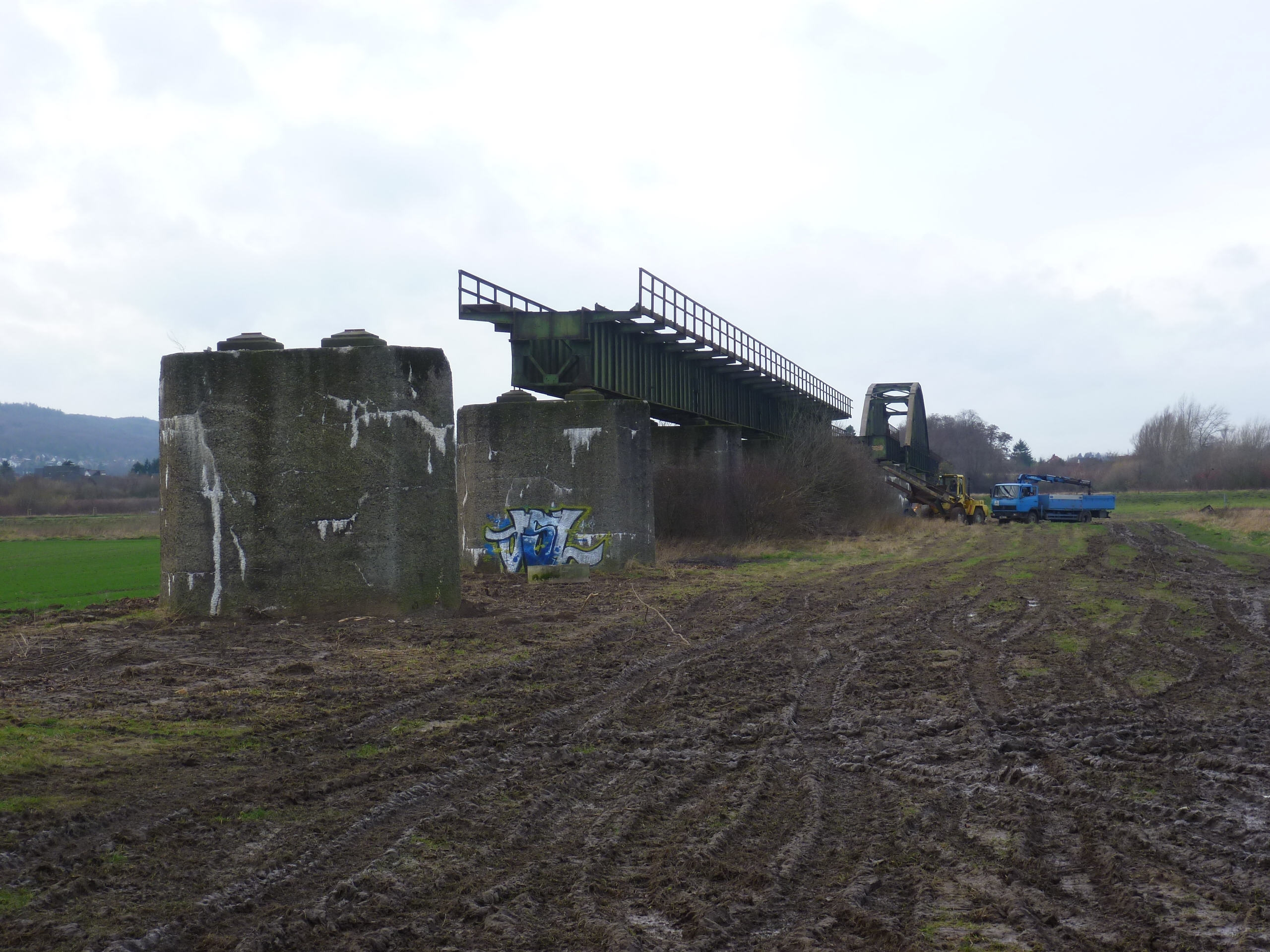
Die Abbrucharbeiten an der Eisenbahnbrücke (2013)

Das Bauwerk liegt parallel zum Weser- und Wiehengebirge und verbindet die Stadtteile Neesen und Barkhausen.
Die eingleisige Brücke mit ihren 21 Betonpfeilern ist 600 Meter lang. Am linken Weserufer befinden sich im Vorland 8 und am rechten Ufer 13 Öffnungen mit jeweils 25 Meter Stützweite. Die Strombrücke wurde mit 75 Meter Stützweite als Stabbogenbrücke mit Versteifungsträger ausgeführt. Die beiden Vollwandträger der stählernen, genieteten Brückenkonstruktion haben eine einheitliche Konstruktionshöhe von 2,125 Meter.

## Trivia
Mitte der 1950er Jahre wurde die rund vier Kilometer lange Bahnstrecke, welche über die Grüne Brücke führt, zweimal zur Abstellung eines Sonderzuges genutzt. Zum einen verbrachte König Paul von Griechenland hier eine Nacht, zum anderen war es in der Nacht auf den 13. Februar 1955 Bundeskanzler Adenauer. Zwischen 22:53 Uhr und 8:05 Uhr des Folgetages war der Sonderzug mit Sicherung von zehn Polizeibeamten etwa 20 Meter vom Bahnhof Häverstädt entfernt abgestellt, um dann in Richtung Hamm weiterzufahren.

## Abbruchversuch 2013
Das Bauwerk ist Ende 2013 angeblich von der Bahnverwertungsgesellschaft an einen Privatmann verkauft worden. Die Abrissarbeiten begannen im Dezember 2013. In der Bevölkerung gab es die Sorge, dass es nur um das Metall geht und das Mauerwerk der Pfeiler stehen bleibt. Die Stadt Porta Westfalica hat daraufhin am 16. Januar 2014 verkündet, dass ein weiterer Abbruch nur mit einer Abbruchgenehmigung der Stadt Porta Westfalica stattfinden darf und hat den Abbruch durch die Privatfirma vorerst gestoppt. Im Anschluss wurde die Statik der Restbauteile durch die Deutsche Bahn überprüft.